# Adhémar Kermabon
Pour les personnes ayant le même patronyme, voir Kermabon.
Adhémar (ou Aldhémar) Auguste Kermabon (Saint-Malo, 26 août 1840 - Vincennes, 14 mars 1913), commis principal de l'administration centrale des télégraphes, aquarelliste, il est l'auteur avec Ernest Jacquez d'un atlas des lignes télégraphiques aériennes construites en France, entre 1793 et 1852.

## Biographie
D'origine bretonne, Adhémar Auguste Kermabon est le fils d'Auguste Kermabon, stationnaire, puis inspecteur de la télégraphie Chappe sur la ligne de Brest.
Également peintre, il est l'auteur de nombreuses aquarelles illustrant l'histoire postale française. Ses œuvres sont aujourd'hui visibles au musée de la Poste de Paris.
Il est co-auteur en 1892 d'un atlas des lignes télégraphiques aériennes.

## Philatélie/hommage
La Poste fait paraître en 1961 le timbre La journée du timbre, dessin et gravure de Raoul Serres, d'après une aquarelle originale d'Adhémar Kermabon[réf. souhaitée].
Adhémar Kermabon, pensionné en 1902, meurt à Vincennes, le 14 mars 1913[réf. nécessaire].